# Fußball-Weltmeisterschaft 2002/Gruppe C
| Pl. | Land       | Sp. | S | U | N | Tore    | Diff. | Punkte |
| --- | ---------- | --- | - | - | - | ------- | ----- | ------ |
| 1.  | Brasilien  | 3   | 3 | 0 | 0 | 011:300 | +8    | 09     |
| 2.  | Türkei     | 3   | 1 | 1 | 1 | 005:300 | +2    | 04     |
| 3.  | Costa Rica | 3   | 1 | 1 | 1 | 005:600 | −1    | 04     |
| 4.  | China      | 3   | 0 | 0 | 3 | 000:900 | −9    | 0      |

Gruppe C der Fußball-Weltmeisterschaft 2002:

## Brasilien – Türkei 2:1 (0:1)
| Brasilien                                                | Brasilien | Türkei | Türkei |
| -------------------------------------------------------- | --- | --- | ------ |
| Brasilien                                                | \| 1. Spieltag \| \| 3. Juni 2002 um 18:00 Uhr in Ulsan (Ulsan-Munsu-Stadion) \| \| Zuschauer: 33.842 \| \| Schiedsrichter: Kim Young-joo ( Südkorea) \| \| Spielbericht \|                        | \| 1. Spieltag \| \| 3. Juni 2002 um 18:00 Uhr in Ulsan (Ulsan-Munsu-Stadion) \| \| Zuschauer: 33.842 \| \| Schiedsrichter: Kim Young-joo ( Südkorea) \| \| Spielbericht \|                                                                   | Türkei |
| Brasilien                                                | Marcos – Lúcio, Edmílson, Roque Júnior – Cafu , Gilberto Silva, Juninho (72. Vampeta), Roberto Carlos – Ronaldinho (67. Denilson), Rivaldo – Ronaldo (74. Luizão) Cheftrainer: Luiz Felipe Scolari | Rüştü Reçber – Fatih Akyel, Alpay Özalan, Bülent Korkmaz (66. İlhan Mansız), Ümit Özat – Tugay Kerimoğlu (88. Arif Erdem), Emre Belözoğlu, Hakan Ünsal – Yıldıray Baştürk (66. Ümit Davala) – Hasan Şaş, Hakan Şükür Cheftrainer: Şenol Güneş | Türkei |
| Brasilien                                                | 1:1 Ronaldo (50.) 2:1 Rivaldo (87., Foulelfmeter) | 0:1 Şaş (45.+2') | Türkei |
| Brasilien                                                | Denilson (73.) | Akyel (21.), Ünsal (24.), Özalan (44.) | Türkei |
| Brasilien                                                | Ünsal (90.+4') | | Türkei |
| Brasilien                                                | Özalan (86.) | | Türkei |
| Brasilien                                                | Spieler des Spiels: Rivaldo (Brasilien) | | Türkei |
| 1. Spieltag                                              | | |        |
| 3. Juni 2002 um 18:00 Uhr in Ulsan (Ulsan-Munsu-Stadion) | | |        |
| Zuschauer: 33.842                                        | | |        |
| Schiedsrichter: Kim Young-joo ( Südkorea)                | | |        |
| Spielbericht                                             | | |        |

## China – Costa Rica 0:2 (0:0)
| China                                                            | China | Costa Rica | Costa Rica |
| ---------------------------------------------------------------- | --- | --- | ---------- |
| China                                                            | \| 1. Spieltag \| \| 4. Juni 2002 um 15:30 Uhr in Gwangju (Gwangju-World-Cup-Stadion) \| \| Zuschauer: 27.217 \| \| Schiedsrichter: Kyros Vassaras ( Griechenland) \| \| Spielbericht \|        | \| 1. Spieltag \| \| 4. Juni 2002 um 15:30 Uhr in Gwangju (Gwangju-World-Cup-Stadion) \| \| Zuschauer: 27.217 \| \| Schiedsrichter: Kyros Vassaras ( Griechenland) \| \| Spielbericht \|                                                                                  | Costa Rica |
| China                                                            | Jiang Jin – Xu Yunlong, Fan Zhiyi (74. Yu Genwei), Li Weifeng, Wu Chengying – Sun Jihai, Li Xiaopeng, Li Tie, Ma Mingyu – Hao Haidong, Yang Chen (66. Su Maozhen) Cheftrainer: Bora Milutinović | Erick Lonnis – Luis Marín, Mauricio Wright, Gilberto Martínez – Harold Wallace (70. Steven Bryce), Mauricio Solís, Walter Centeno, Rónald Gómez, Carlos Castro – Rolando Fonseca (57. Hernán Medford), Paulo Wanchope (80. Wílmer López) Cheftrainer: Alexandre Guimarães | Costa Rica |
| China                                                            | 0:1 Gómez (61.) 0:2 Wright (65.) | | Costa Rica |
| China                                                            | Li Tie (60.), Xu (72.), Li Xiaopeng (77.) | Marín (15.), Solís (17.), Gómez (79.), Centeno (85.) | Costa Rica |
| China                                                            | Spieler des Spiels: Rónald Gómez (Costa Rica) | | Costa Rica |
| 1. Spieltag                                                      | | |            |
| 4. Juni 2002 um 15:30 Uhr in Gwangju (Gwangju-World-Cup-Stadion) | | |            |
| Zuschauer: 27.217                                                | | |            |
| Schiedsrichter: Kyros Vassaras ( Griechenland)                   | | |            |
| Spielbericht                                                     | | |            |

## Brasilien – China 4:0 (3:0)
| Brasilien                                                      | Brasilien | China | China |
| -------------------------------------------------------------- | --- | --- | ----- |
| Brasilien                                                      | \| 2. Spieltag \| \| 8. Juni 2002 um 20:30 Uhr in Seogwipo (Jeju-World-Cup-Stadion) \| \| Zuschauer: 36.750 \| \| Schiedsrichter: Anders Frisk ( Schweden) \| \| Spielbericht \|                             | \| 2. Spieltag \| \| 8. Juni 2002 um 20:30 Uhr in Seogwipo (Jeju-World-Cup-Stadion) \| \| Zuschauer: 36.750 \| \| Schiedsrichter: Anders Frisk ( Schweden) \| \| Spielbericht \|                       | China |
| Brasilien                                                      | Marcos – Lúcio, Ânderson Polga, Roque Júnior – Cafu , Gilberto Silva, Juninho (71. Ricardinho), Roberto Carlos – Ronaldinho (46. Denilson), Rivaldo – Ronaldo (72. Edílson) Cheftrainer: Luiz Felipe Scolari | Jiang Jin – Xu Yunlong, Du Wei, Li Weifeng, Wu Chengying – Li Xiaopeng, Zhao Junzhe, Li Tie, Ma Mingyu (62. Yang Pu) – Qi Hong (66. Shao Jiayi), Hao Haidong (75. Qu Bo) Cheftrainer: Bora Milutinović | China |
| Brasilien                                                      | 1:0 Roberto Carlos (15.) 2:0 Rivaldo (32.) 3:0 Ronaldinho (45., Elfmeter) 4:0 Ronaldo (55.) | | China |
| Brasilien                                                      | Ronaldinho (24.), Roque Junior (69.) | | China |
| Brasilien                                                      | Spieler des Spiels: Roberto Carlos (Brasilien) | | China |
| 2. Spieltag                                                    | | |       |
| 8. Juni 2002 um 20:30 Uhr in Seogwipo (Jeju-World-Cup-Stadion) | | |       |
| Zuschauer: 36.750                                              | | |       |
| Schiedsrichter: Anders Frisk ( Schweden)                       | | |       |
| Spielbericht                                                   | | |       |

## Costa Rica – Türkei 1:1 (0:0)
| Costa Rica                                                    | Costa Rica | Türkei | Türkei |
| ------------------------------------------------------------- | --- | --- | ------ |
| Costa Rica                                                    | \| 2. Spieltag \| \| 9. Juni 2002 um 18:00 Uhr in Incheon (Incheon-Munhak-Stadion) \| \| Zuschauer: 42.299 \| \| Schiedsrichter: Coffi Codjia ( Benin) \| \| Spielbericht \|                                                                                             | \| 2. Spieltag \| \| 9. Juni 2002 um 18:00 Uhr in Incheon (Incheon-Munhak-Stadion) \| \| Zuschauer: 42.299 \| \| Schiedsrichter: Coffi Codjia ( Benin) \| \| Spielbericht \|                                                              | Türkei |
| Costa Rica                                                    | Erick Lonnis – Luis Marín, Mauricio Wright, Gilberto Martínez – Harold Wallace (77. Winston Parks), Mauricio Solís, Walter Centeno (67. Hernán Medford), Carlos Castro – Wílmer López (77. Steven Bryce) – Paulo Wanchope, Rónald Gómez Cheftrainer: Alexandre Guimarães | Rüştü Reçber – Fatih Akyel, Emre Aşık, Ümit Özat – Ümit Davala, Tugay Kerimoğlu (88. Arif Erdem), Emre Belözoğlu, Ergün Penbe – Yıldıray Baştürk (79. Nihat Kahveci) – Hasan Şaş, Hakan Şükür (75. İlhan Mansız) Cheftrainer: Şenol Güneş | Türkei |
| Costa Rica                                                    | 1:1 Parks (86.) | 0:1 Belözoğlu (56.) | Türkei |
| Costa Rica                                                    | Martínez (23.), Castro (43.) | Aşık (19.), Kerimoğlu (45.), Belözoğlu (88.) | Türkei |
| Costa Rica                                                    | Spieler des Spiels: Paulo Wanchope (Costa Rica) | | Türkei |
| 2. Spieltag                                                   | | |        |
| 9. Juni 2002 um 18:00 Uhr in Incheon (Incheon-Munhak-Stadion) | | |        |
| Zuschauer: 42.299                                             | | |        |
| Schiedsrichter: Coffi Codjia ( Benin)                         | | |        |
| Spielbericht                                                  | | |        |

## Costa Rica – Brasilien 2:5 (1:3)
| Costa Rica                                                    | Costa Rica | Brasilien | Brasilien |
| ------------------------------------------------------------- | --- | --- | --------- |
| Costa Rica                                                    | \| 3. Spieltag \| \| 13. Juni 2002 um 15:30 Uhr in Suwon (Suwon-World-Cup-Stadion) \| \| Zuschauer: 38.524 \| \| Schiedsrichter: Gamal al-Ghandour ( Ägypten) \| \| Spielbericht \|                                                                                       | \| 3. Spieltag \| \| 13. Juni 2002 um 15:30 Uhr in Suwon (Suwon-World-Cup-Stadion) \| \| Zuschauer: 38.524 \| \| Schiedsrichter: Gamal al-Ghandour ( Ägypten) \| \| Spielbericht \|             | Brasilien |
| Costa Rica                                                    | Erick Lonnis – Luis Marín, Mauricio Wright, Gilberto Martínez (74. Winston Parks) – Harold Wallace (46. Steven Bryce), Mauricio Solís (65. Rolando Fonseca), Walter Centeno, Carlos Castro – Wílmer López – Paulo Wanchope, Rónald Gómez Cheftrainer: Alexandre Guimarães | Marcos – Lúcio, Ânderson Polga, Roque Júnior – Cafu , Gilberto Silva, Juninho, Júnior (61. Ricardinho) – Rivaldo (72. Kaká) – Ronaldo, Edílson (57. Kléberson) Cheftrainer: Luiz Felipe Scolari | Brasilien |
| Costa Rica                                                    | 1:3 Wanchope (39.) 2:3 Gómez (56.) | 0:1 Ronaldo (10.) 0:2 Ronaldo (13.) 0:3 Edmilson (38.) 2:4 Rivaldo (62.) 2:5 Júnior (64.) | Brasilien |
| Costa Rica                                                    | Cafu (90.+3') | | Brasilien |
| Costa Rica                                                    | Spieler des Spiels: Júnior (Brasilien) | | Brasilien |
| 3. Spieltag                                                   | | |           |
| 13. Juni 2002 um 15:30 Uhr in Suwon (Suwon-World-Cup-Stadion) | | |           |
| Zuschauer: 38.524                                             | | |           |
| Schiedsrichter: Gamal al-Ghandour ( Ägypten)                  | | |           |
| Spielbericht                                                  | | |           |

## Türkei – China 3:0 (2:0)
| Türkei                                                        | Türkei | China | China |
| ------------------------------------------------------------- | --- | --- | ----- |
| Türkei                                                        | \| 3. Spieltag \| \| 13. Juni 2002 um 15:30 Uhr in Seoul (Seoul World Cup Stadium) \| \| Zuschauer: 43.605 \| \| Schiedsrichter: Óscar Ruiz ( Kolumbien) \| \| Spielbericht \|                                                                   | \| 3. Spieltag \| \| 13. Juni 2002 um 15:30 Uhr in Seoul (Seoul World Cup Stadium) \| \| Zuschauer: 43.605 \| \| Schiedsrichter: Óscar Ruiz ( Kolumbien) \| \| Spielbericht \|                           | China |
| Türkei                                                        | Rüştü Reçber (35. Ömer Çatkıç) – Fatih Akyel, Bülent Korkmaz, Emre Aşık – Ümit Davala, Tugay Kerimoğlu (84. Tayfur Havutçu), Emre Belözoğlu, Hakan Ünsal – Yıldıray Baştürk (70. İlhan Mansız) – Hasan Şaş, Hakan Şükür Cheftrainer: Şenol Güneş | Jiang Jin – Xu Yunlong, Du Wei, Li Weifeng, Wu Chengying (46. Shao Jiayi) – Li Xiaopeng, Zhao Junzhe, Li Tie, Yang Pu – Hao Haidong (73. Yu Genwei), Yang Chen (73. Qu Bo) Cheftrainer: Bora Milutinović | China |
| Türkei                                                        | 1:0 Şaş (6.) 2:0 Korkmaz (9.) 3:0 Davala (85.) | | China |
| Türkei                                                        | Aşık (20.), Şaş (81.) | Li Weifeng (62.) | China |
| Türkei                                                        | Shao (59.) | | China |
| Türkei                                                        | Spieler des Spiels: Hasan Şaş (Türkei) | | China |
| 3. Spieltag                                                   | | |       |
| 13. Juni 2002 um 15:30 Uhr in Seoul (Seoul World Cup Stadium) | | |       |
| Zuschauer: 43.605                                             | | |       |
| Schiedsrichter: Óscar Ruiz ( Kolumbien)                       | | |       |
| Spielbericht                                                  | | |       |